# نهاد زيبكجي
نهاد زيبكجي(بالتركية: Nihat Zeybekci)‏ (ولد في 1 يناير 1961) هو اقتصادي تركي، و سياسي، عضو البرلمان عن مقاطعة دنيزلي لحزب العدالة والتنمية الحاكم (AKP) و وزير الحالي للاقتصاد.

## حياته
ولد نهاد زيبكجي لشكري وفاطمة زيبكجي كان الاصغر من بين خمسة أطفال في قرية Pınarlar في منطقة Tavas من دنيزلي في 1 يناير 1961. [1] [2] حصل الأسرة المعيشية من زراعة التبغ، وساعد نهاد والديه في شبابه. [3]

بعد دراسة إدارة الأعمال في جامعة مرمرة، وحصل على درجة الماجستير في العلاقات الدولية من جامعة اسطنبول. وادعى أيضا أن أجرى المزيد من الدراسات في علم الاقتصاد في كلية جنوب لندن في المملكة المتحدة، لكن أُزيلت هذه المعلومات من استئناف رسمي له بعد أن تبين أنها كاذبة.

 [4]
وهو متزوج ولديه أربعة أولاد. [2] [3]

## حياته المهنية

### النشاط المهني
خدم زيبكجي مديرا تنفيذيا للشركة في اسطنبول ودنيزلي. [1] في عام 1994، أسس شركة الغزل والنسيج. انتخب في غرفة دنيزلي للصناعة حيث ترأسها فترتين في دنيزلي للنسيج ورابطة مصدري الملابس . [2]

### النشاط السياسي
دخلت زيبكجي السياسة على المستوى الإقليمي. في الانتخابات المحلية عام 2004، انتخب عمدة مدينة دنيزلي من حزب العدالة والتنمية. وقد اعيد انتخابه لهذا المنصب في الانتخابات المحلية عام 2009. [1] في عام 2011 قال انه استقال ليترشح لمقعد في البرلمان. خلال هذا الوقت، وقال انه يمثل مدينته والبلاد في بعض المنظمات للإدارات الإقليمية على المستوى الوطني والدولي. [2]
انتخب في البرلمان التركي في الانتخابات العامة عام 2011 عن دنيزلي. يوم 26 ديسمبر عام 2013، تولى نهاد منصب وزير الشؤون الاقتصادية و[3] [5] خلفا ظافر كاجليان خلال تعديل وزاري لرئيس الوزراء أردوغان مع عشرة أسماء جديدة التي تم الإعلان عنها في اليوم السابق، في 25 ديسمبر، وبعد فضيحة الفساد 2013 في تركيا. [1] [6] [7] [8] [9]
يعتبر صديقا مقربا لأردوغان، حيث يقضي عطلته الصيفية معه . [7]